# Concord (Nueva York)
Concord es un pueblo ubicado en el condado de Erie en el estado estadounidense de Nueva York. En el año 2000 tenía una población de 8.526 habitantes y una densidad poblacional de 46,7 personas por km².

## Geografía
Concord se encuentra ubicado en las coordenadas 42°30′30″N 78°31′02″O / 42.50833, -78.51722.

## Demografía
Según la Oficina del Censo en 2000 los ingresos medios por hogar en la localidad eran de $40 891, y los ingresos medios por familia eran $49 848. Los hombres tenían unos ingresos medios de $38 930 frente a los $24 531 para las mujeres. La renta per cápita para la localidad era de $19 477. Alrededor del 6,6% de la población estaban por debajo del umbral de pobreza.